# Kerry Conran
Kerry Scott Conran (Flint, Míchigan, EE. UU., 6 de noviembre de 1964) es un director de cine estadounidense.
Conran estudió en el California Institute of the Arts. El primer filme de Conran, Sky Captain and the World of Tomorrow, fue filmado completamente contra pantallas verdes usando una técnica que él inventó. Conran También escribió el guion, mientras que su hermano, Kevin Conran, sirvió como diseñador de producción y diseñador de vestuario. El filme se desarrolló luego de una video de demostración que Conran creó con su computadora y que atrapó la atención del productor cinematográfico Jon Avnet, quien produciría la película para Paramount Pictures.